# ATP Amersfoort

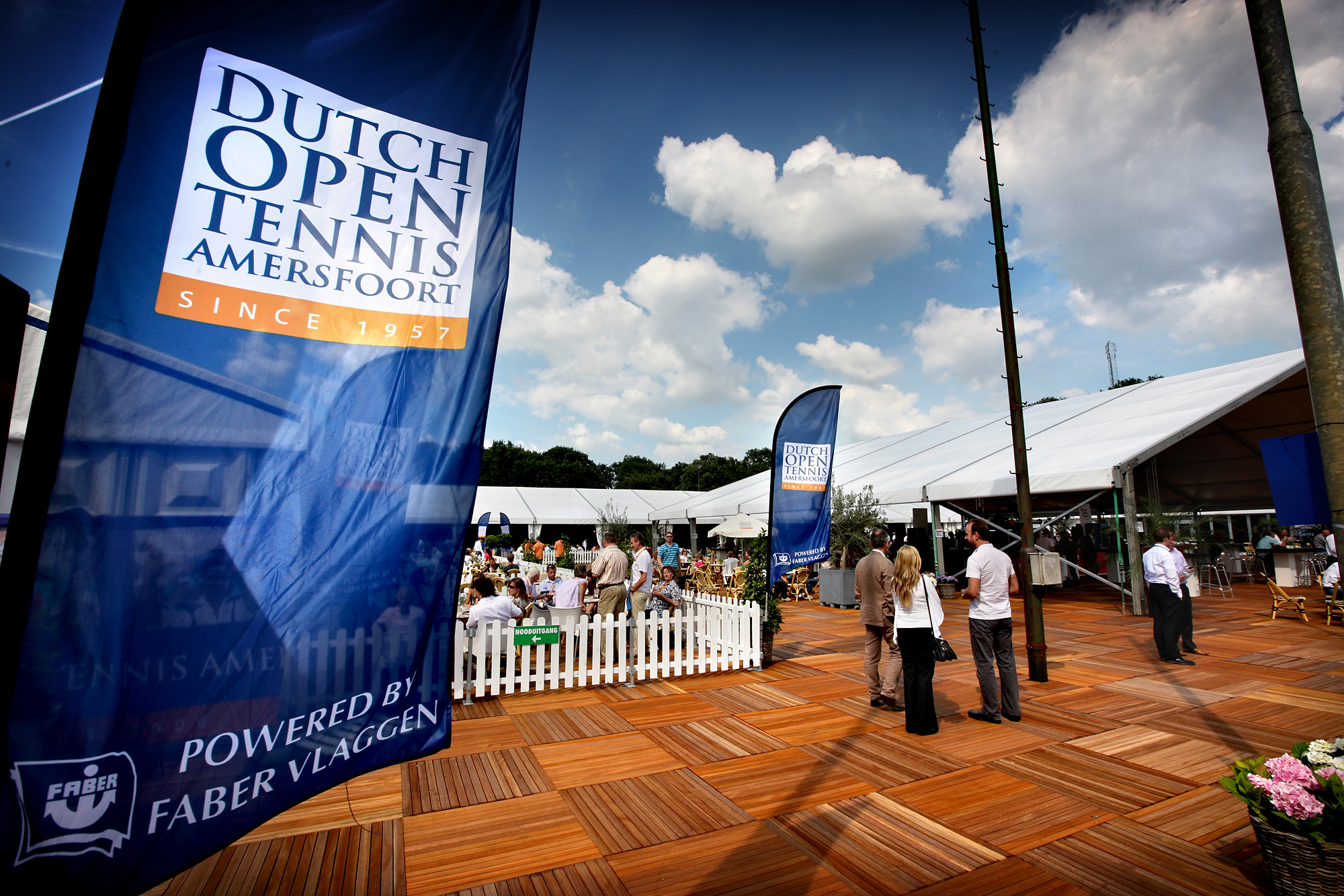

Das ATP-Turnier von Amersfoort (offiziell Dutch Open Tennis) war ein ATP-Tennisturnier, das zwischen 2002 und 2008 in der niederländischen Stadt Amersfoort im Freien auf Sandplätzen ausgetragen wurde.

## Geschichte
Bereits zuvor wurde es in zwei anderen niederländischen Städte gespielt. Das Turnier fand erstmals 1898 in Den Haag statt. Die erste Ausgabe wurde vom Iren Joshua Pim gewonnen. Danach fand das Turnier in unregelmäßigen Abständen in verschiedenen Städten statt. Ab 1957 in Hilversum, ab 1968 war es Teil der Open Era. Es war Teil des Grand Prix Tennis Circuit und ging 1990 in die ATP Tour auf. Von 1995 bis 2001 wurde in Amsterdam gespielt, ehe 2002 der Veranstaltungsort nach Amersfoort wechselte.
2008 wurde das Turnier letztmals durchgeführt, bevor die ATP-Lizenz an den Tennisspieler Novak Đoković und dessen Firma Family Sport verkauft wurde. Von 2009 bis 2012 wurden damit die Serbia Open in Belgrad ausgetragen.

## Siegerliste
Der Ungar Balázs Taróczy ist mit sechs Titeln, davon fünf in Serie, Rekordsieger des Turniers.

### Einzel
| Spielort   | Jahr                  | Sieger                 | Finalgegner               | Finalergebnis  |
| ---------- | --------------------- | ---------------------- | ------------------------- | -------------- |
| Amersfoort | 2008                  | Albert Montañés        | Steve Darcis              | 1:6, 7:5, 6:3  |
| Amersfoort | 2007                  | Steve Darcis           | Werner Eschauer           | 6:1, 7:61      |
| Amersfoort | 2006                  | Novak Đoković          | Nicolás Massú             | 7:65, 6:4      |
| Amersfoort | 2005                  | Fernando González      | Agustín Calleri           | 7:5, 6:3       |
| Amersfoort | 2004                  | Martin Verkerk         | Fernando González         | 7:65, 4:6, 6:4 |
| Amersfoort | 2003                  | Nicolás Massú          | Raemon Sluiter            | 6:4, 7:63, 6:2 |
| Amersfoort | 2002                  | Juan Ignacio Chela     | Albert Costa              | 6:1, 7:64      |
| Amsterdam  |                       |                        |                           |                |
| 2001       | Àlex Corretja         | Younes El Aynaoui      | 6:3, 5:7, 7:60, 3:6, 6:4  |                |
| 2000       | Magnus Gustafsson (2) | Raemon Sluiter         | 6:74, 6:3, 7:65, 6:1      |                |
| 1999       | Younes El Aynaoui     | Mariano Zabaleta       | 6:0, 6:3                  |                |
| 1998       | Magnus Norman         | Richard Fromberg       | 6:3, 6:3, 2:6, 6:4        |                |
| 1997       | Sláva Doseděl         | Carlos Moyá            | 7:64, 7:65 6:74, 6:2      |                |
| 1996       | Francisco Clavet (2)  | Younes El Aynaoui      | 7:5, 6:1, 6:1             |                |
| 1995       | Marcelo Ríos          | Jan Siemerink          | 6:4, 7:5, 6:4             |                |
| Hilversum  |                       |                        |                           |                |
| 1994       | Karel Nováček (3)     | Richard Fromberg       | 7:5, 6:4, 7:67            |                |
| 1993       | Carlos Costa          | Magnus Gustafsson      | 6:1, 6:2, 6:3             |                |
| 1992       | Karel Nováček (2)     | Jordi Arrese           | 6:2, 6:3, 2:6, 7:5        |                |
| 1991       | Magnus Gustafsson (1) | Jordi Arrese           | 5:7, 7:62, 2:6, 6:1, 6:0  |                |
| 1990       | Francisco Clavet (1)  | Eduardo Masso          | 3:6, 6:4, 6:2, 6:0        |                |
| 1989       | Karel Nováček (1)     | Emilio Sánchez         | 6:2, 6:4                  |                |
| 1988       | Emilio Sánchez        | Guillermo Pérez Roldán | 6:3, 6:1, 3:6, 6:3        |                |
| 1987       | Miloslav Mečíř        | Guillermo Pérez Roldán | 6:4, 1:6, 6:3, 6:2        |                |
| 1986       | Thomas Muster         | Jakob Hlasek           | 6:1, 6:3, 6:3             |                |
| 1985       | Ricki Osterthun       | Kent Carlsson          | 4:6, 4:6, 6:2, 6:4, 6:3   |                |
| 1984       | Anders Järryd         | Tomáš Šmíd             | 6:3, 6:3, 2:6, 6:2        |                |
| 1983       | Tomáš Šmíd            | Balázs Taróczy         | 6:4, 6:4                  |                |
| 1982       | Balázs Taróczy (6)    | Buster Mottram         | 7:6, 6:7, 6:3, 7:6        |                |
| 1981       | Balázs Taróczy (5)    | Heinz Günthardt        | 6:3, 6:7, 6:4             |                |
| 1980       | Balázs Taróczy (4)    | Haroon Ismail          | 6:3, 6:2, 6:1             |                |
| 1979       | Balázs Taróczy (3)    | Tomáš Šmíd             | 6:2, 6:2, 6:1             |                |
| 1978       | Balázs Taróczy (2)    | Tom Okker              | 2:6, 6:1, 6:2, 6:4        |                |
| 1977       | Patrick Proisy        | Lito Álvarez           | 6:0, 6:2, 6:0             |                |
| 1976       | Balázs Taróczy (1)    | Ricardo Cano           | 6:7, 2:6, 6:1, 6:3, 6:4   |                |
| 1975       | Guillermo Vilas (2)   | Željko Franulović      | 6:4, 6:7, 6:2, 6:3        |                |
| 1974       | Guillermo Vilas (1)   | Barry Phillips-Moore   | 6:4, 6:2, 1:6, 6:3        |                |
| 1973       | Tom Okker (3)         | Andrés Gimeno          | 2:6, 6:4, 6:4, 6:7, 6:3   |                |
| 1972       | John Cooper           | Hans Kary              | 6:1, 3:6, 12:10, 3:6, 6:2 |                |
| 1971       | Gerald Battrick       | Ross Case              | 6:3, 6:4, 9:7             |                |
| 1970       | Tom Okker (2)         | Roger Taylor           | 4:6, 6:0, 6:1, 6:3        |                |
| 1969       | Tom Okker (1)         | Roger Taylor           | 10:8, 7:9, 6:4, 6:4       |                |
| 1968       | Bob Maud              | István Gulyás          | 7:9, 7:5, 6:0, 1:6, 13:11 |                |

### Doppel
| Spielort   | Jahr                                                        | Sieger                                                      | Finalgegner                      | Finalergebnis    |
| ---------- | ----------------------------------------------------------- | ----------------------------------------------------------- | -------------------------------- | ---------------- |
| Amersfoort | 2008                                                        | František Čermák Rogier Wassen                              | Jesse Huta Galung Igor Sijsling  | 7:5, 7:5         |
| Amersfoort | 2007                                                        | Juan Pablo Brzezicki Juan Pablo Guzmán                      | Robin Haase Rogier Wassen        | 6:2, 6:0         |
| Amersfoort | 2006                                                        | Alberto Martín Fernando Vicente                             | Lucas Arnold Ker Christopher Kas | 6:4, 6:3         |
| Amersfoort | 2005                                                        | Martín Alberto García Luis Horna                            | Nicolás Massú Fernando González  | 6:4, 6:4         |
| Amersfoort | 2004                                                        | Jaroslav Levinský David Škoch                               | José Acasuso Luis Horna          | 6:0, 2:6, 7:5    |
| Amersfoort | 2003                                                        | Devin Bowen Ashley Fisher                                   | Chris Haggard André Sá           | 6:0, 6:4         |
| Amersfoort | 2002                                                        | Jeff Coetzee Chris Haggard                                  | André Sá Alexandre Simoni        | 7:61, 6:3        |
| Amsterdam  |                                                             |                                                             |                                  |                  |
| 2001       | Paul Haarhuis (5) Sjeng Schalken (3)                        | Àlex Corretja Luis Lobo                                     | 6:4, 6:2                         |                  |
| 2000       | Sergio Roitman Andrés Schneiter                             | Edwin Kempes Dennis van Scheppingen                         | 4:6, 6:4, 6:1                    |                  |
| 1999       | Paul Haarhuis (4) Sjeng Schalken (2)                        | Devin Bowen Eyal Ran                                        | 6:3, 6:2                         |                  |
| 1998       | Jacco Eltingh (2) Paul Haarhuis (3)                         | Dominik Hrbatý Karol Kučera                                 | 6:3, 6:2                         |                  |
| 1997       | Paul Kilderry Nicolás Lapentti                              | Andrew Kratzmann Libor Pimek                                | 3:6, 7:5, 7:6                    |                  |
| 1996       | Donald Johnson Francisco Montana                            | Rikard Bergh Jack Waite                                     | 6:4, 3:6, 6:2                    |                  |
| 1995       | Marcelo Ríos Sjeng Schalken (1)                             | Wayne Arthurs Neil Broad                                    | 7:6, 6:2                         |                  |
| Hilversum  |                                                             |                                                             |                                  |                  |
| 1994       | Daniel Orsanic Jan Siemerink (2)                            | David Adams Andrei Olchowski                                | 6:4, 6:2                         |                  |
| 1993       | Jacco Eltingh (1) Paul Haarhuis (2)                         | Hendrik Jan Davids Libor Pimek                              | 4:6, 6:2, 7:5                    |                  |
| 1992       | Paul Haarhuis (1) Mark Koevermans                           | Mårten Renström Mikael Tillström                            | 6:7, 6:1, 6:4                    |                  |
| 1991       | Richard Krajicek Jan Siemerink (1)                          | Francisco Clavet Magnus Gustafsson                          | 7:5, 6:4                         |                  |
| 1990       | Sergio Casal (2) Emilio Sánchez (2)                         | Paul Haarhuis Mark Koevermans                               | 7:5, 7:5                         |                  |
| 1989       | Tomás Carbonell/ Diego Pérez Paul Haarhuis/ Mark Koevermans | Tomás Carbonell/ Diego Pérez Paul Haarhuis/ Mark Koevermans | Finale nicht gespielt            |                  |
| 1988       | Sergio Casal (1) Emilio Sánchez (1)                         | Magnus Gustafsson Guillermo Pérez Roldán                    | 7:6, 6:3                         |                  |
| 1987       | Wojciech Fibak (2) Miloslav Mečíř (2)                       | Tom Nijssen Johan Vekemans                                  | 7:6, 5:7, 6:2                    |                  |
| 1986       | Miloslav Mečíř (1) Tomáš Šmíd (3)                           | Tom Nijssen Johan Vekemans                                  | 6:4, 6:2                         |                  |
| 1985       | Stefan Simonsson Hans Simonsson                             | Carl Limberger Mark Woodforde                               | 6:3, 6:4                         |                  |
| 1984       | Anders Järryd Tomáš Šmíd (2)                                | Michael Fancutt Broderick Dyke                              | 6:4, 5:7, 7:6                    |                  |
| 1983       | Heinz Günthardt (2) Balázs Taróczy (5)                      | Jan Kodeš Tomáš Šmíd                                        | 3:6, 6:2, 6:3                    |                  |
| 1982       | Jan Kodeš Tomáš Šmíd (1)                                    | Heinz Günthardt Balázs Taróczy                              | 7:6, 6:4                         |                  |
| 1981       | Heinz Günthardt (1) Balázs Taróczy (4)                      | Raymond Moore Andrew Pattison                               | 6:0, 6:2                         |                  |
| 1980       | Tom Okker (4) Balázs Taróczy (3)                            | Tony Giammalva Buster Mottram                               | 7:5, 6:3, 7:6                    |                  |
| 1979       | Tom Okker (3) Balázs Taróczy (2)                            | Jan Kodeš Tomáš Šmíd                                        | 6:1, 6:3                         |                  |
| 1978       | Tom Okker (2) Balázs Taróczy (1)                            | Bob Carmichael Mark Edmondson                               | 7:6, 4:6, 7:5                    |                  |
| 1977       | José Higueras Antonio Muñoz                                 | Jean-Louis Haillet François Jauffret                        | 6:1, 6:4, 2:6, 6:1               |                  |
| 1976       | Ricardo Cano Belus Prajoux                                  | Wojciech Fibak Balázs Taróczy                               | 6:4, 6:3                         |                  |
| 1975       | Wojciech Fibak (1) Guillermo Vilas (2)                      | John Lloyd Željko Franulović                                | 6:2, 4:6, 6:1                    |                  |
| 1974       | Tito Vázquez Guillermo Vilas (1)                            | Lito Álvarez Julián Ganzábal                                | 6:2, 3:6, 6:1, 6:2               |                  |
| 1973       | Iván Molina Allan Stone                                     | Andrés Gimeno Antonio Muñoz                                 | 4:6, 7:6, 6:4                    |                  |
| 1972       | keine Austragung                                            | keine Austragung                                            | keine Austragung                 | keine Austragung |
| 1971       | Jean-Claude Barclay Daniel Contet                           | John Cooper Colin Dibley                                    | 7:5, 3:6, 7:5, 4:6, 6:2          |                  |
| 1970       | Bill Bowrey Owen Davidson                                   | John Alexander Phil Dent                                    | 6:3, 6:4, 6:2                    |                  |
| 1969       | Tom Okker (1) Roger Taylor                                  | Jan Kodeš Jan Kukal                                         | 6:3, 6:2, 6:4                    |                  |
| 1968       | Jan Kodeš Jan Kukal                                         | Ingo Buding Harald Elschenbroich                            | 6:3, 6:1                         |                  |